# Kazimierzyn
Kazimierzyn – wieś w Polsce położona w województwie lubelskim, w powiecie ryckim, w gminie Ryki.
W latach 1975–1998 miejscowość administracyjnie należała do ówczesnego województwa lubelskiego.
Wieś położona na północny zachód od Ryk, przy drodze krajowej 17.
Wierni Kościoła rzymskokatolickiego należą do parafii Najświętszego Zbawiciela w Rykach.
Przed 2023 r. miejscowość była częścią wsi Swaty.